# Lacus Solitudinis

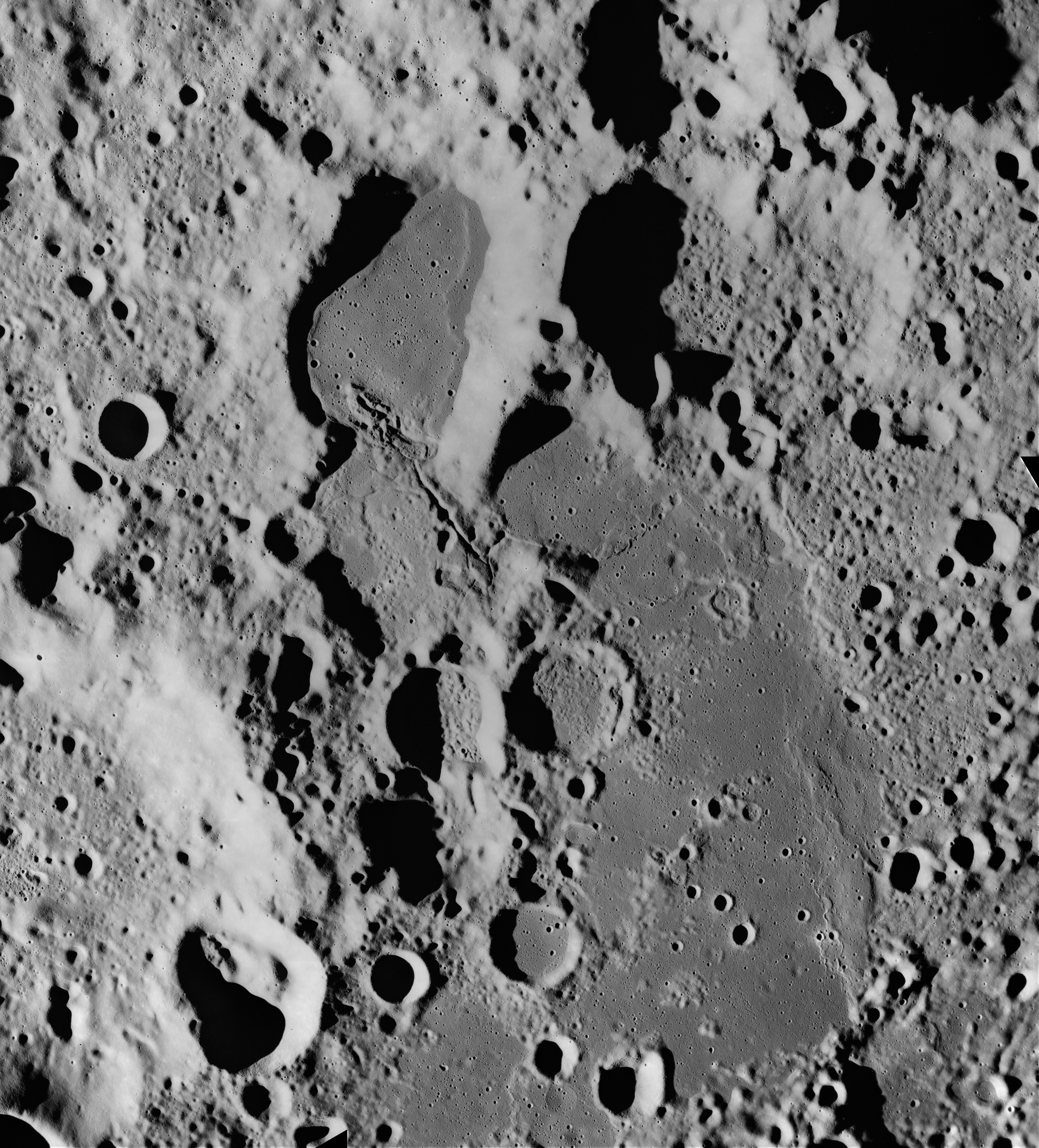
Imagen tomada por la cámara cartográfica del Apolo 15

El Lacus Solitudinis (en latín, "Lago de la Soledad") es un pequeño mar lunar situado en la cara oculta de la Luna. Las coordenadas selenográficas del centro del lago son 27.8° Sur, 104.3° Este, y su diámetro envolvente es de 139 km.
Posee una silueta arqueada, con el lado cóncavo orientado al noroeste. El borde oriental es relativamente continuo, mientras que el del oeste es más irregular, interrumpido por pequeños cráteres.
Al noroeste del extremo norte del lago aparece el pequeño cráter Bowditch, un impacto inundado de lava, aunque no está directamente conectado al Lacus Solitudinis. El cráter erosionado Titius yace al noroeste del extremo occidental, y en el lado sur se halla el cráter satélite Parkhurst Y, con el propio cráter Parkhurst situado más al sureste.

## Denominación
El nombre del lago fue adoptado por la Unión Astronómica Internacional en 1976.